# Битка за Нову Варош 1941.
Битка за Нову Варош 1941. године била је несуспешни покушај, с обзиром на јачину италијанске посаде у Новој Вароши (око 1.000 људи), мешовитих устаничких снага у Другом светском рату да ослободе Нову Варош, почетком септембра 1941. године. Битка је настала као директна последица понашања усташких власти на подручју Нововарошког котара у претходном периоду. Вођена је између италијанске посаде у Новој Вароши и група од око 1.000 устаника, сељака и четника које су водили у акцију четничке војводе Радомир Ђекић и Божа Јаворски. Крајњи циљ напада био је да се код црногорског народа који је тренутно био миран, поново пробуде жеља за борбом против окупатора.
Битка се завршила поразом устаника и њиховим разлазом. Сељаци су се вратили кућама, а четнички одред Радомира Ђекића и Боже Јаворског се уз константне нападе италијанске авијације, повукао на Мучањ и Чемерницу. Мањи део одреда се повукао према Прибоју. Тамо је под окриљем мрака 6. септембра извршио препад на једну оружничку патролу, разоружавши двојицу њених припадника. После пораза код Нове Вароши 5. септембра 1941. године, утихнули су последњи одјеци Јулског устанка у Старом Расу.

## Предуслови
Користећи опречне интересе сила Осовине на простору разорене Југославије, Влада НДХ је успела да се кроз очигледне политичке пукотине у односима Немачке и Италије, „пробије“ у долину Лима. Крајњи циљ био јој је, међутим, окупација целог Старог Раса, односно територије која се делимично поклапала са границама некадашњег Новопазарског санџака. Овај никада довршени процес је имао и очигледан антисрпски карактер. 
Органи усташке управе се у раду ослањају на расистичке законе који су били на снази широм Павелићеве државе, и у заједници са муслиманима врше репресије искључиво на српско становништво. Православци су масовно шиканирани, пребијани, затварани и убијани без јасних разлога, тако да су старорашки Срби опет осетили исту угроженост као током последњих деценија османске окупације.
Када је избила антифашистичка буна у Старом Расу, Немци су усташким властима дали одрешене руке по питању њеног гушења. Од половине јула до септембра 1941. године воде огорчене борбе између снага НДХ и устаника (у огромној већини Срба) у Пријепољском, Нововарошком и Сјеничком котару, те Бјелопољ-
ском срезу. Иако је НДХ изашла као победник у сукобу са антифашистичким устаниицима, доживела је потпуни фијаско на дипломатском плану, јер је Влада у Риму је била неумољива и НДХ је морала да се током првих дана септембра 1941. године заувек повуче из Старог Раса.
У напред наведеним историјским условима треба сагледати позадину напада устаника на Нову Варош, септембра 1941. године, који су желели да искористе с једне стране одлазак злогласних припадника НДХ, а са друге улазак Италијана у зону одговорности НДХ и заузмање последњих делове њихове окупационе зоне у Старом Расу.
У том процесу смене власти Италијани су тежили да што дуже задрже хрватске јединице на положајима, гурајући их тако и даље испред својих трупа у борбу против устаника. Препознајући ову замку, власти НДХ су желеле да што пре извуку јединице из Старог Раса, и то са што је могуће већим пленом. Лоша координација између хрватских и италијанских трупа, довела је до појаве празнина на фронтовима...чиме се у Нововарошком котару, отвори простор за долазак већих устаничких јединица из Златиборског и Моравичког среза на подручје Нове вароши и Сјенице.

Крајњи циљ доласка ових снага био је према мишљењу италијанског генерал Еспозита да код „црногорског народа који је тренутно миран“, поново пробуде жељу за борбом против окупатора.
Ова устаничка група коју су водили су четнички командати, била је иста она која се крајем августа 1941. године сукобила са хрватским снагама на линији Кокин Брод – Штитково. Она је дошла из Моравичког среза, а предводили су је четовође Радомир Ђекић, Божа Јаворски и Ђура Смедеревац. Њихов одред није учествовао у првом нападу на Нову Варош који су водили комунисти, јер је своје активности на неколико дана пренео у околину Ивањице. После тога се враћа у Нововарошки котар. Придружује им се убрзо, као и комунистима, већи број родољуба из села нововарошког и сјеничког краја. Према информа цијама са којима су располагали Италијани, „маса четника“ имала је више од 1000 бораца.

Након што су 1. септембра 1941. године водећи функционери цивилне управе НДХ напустили подручја Пријепољског, Нововарошког, Сјеничког и Прибојског котара, првих дана септембра 1941. године устаници су остили да је тренутак за напад на Нову Варош повољан. На одлуку за напад утицала је и чињенице да се...
повлачење трупа НДХ из Нове Вароши, одвијало стихијскикао и да су Италијанске власти, с друге стране, имале великих проблема приликом  реокупације напуштеног Нововарошког котара.

## Однос снага
Италијански батаљон „Болцано“
Борбено стање батаљона „Болцано“, који је 4. септембра, на дан почетка битке, у поподневним часовима окупирао Нову Варош, било је 952 борца:
- 26 официра,
- 39 подофицира и
- 887 војника.[1]

Командант батаљона мајор Нени и његова јединица располагала је и са једном батеријом минобацача калибра 81 мм, оружја изванредних перформанси за блиску борбу.
Устаничке снаге
Према различитим изворима бројно стање устаника је различито
- Италијани навода да је, „маса четника“ имала више од 1.000 бораца. Други извори исте провенијенције потврђују ову бројку и допуњују је информацијом да је међу устаницима било доста оних са „каки униформама или црним оделима са црним капама“.
- Потпуковник Јаковљевић наводи „да на фронту према Новој Вароши има 1.500 устаника, са још 3.000 у резерви”.[1]

## Ток битке
Напад на Нову Варош, који је изненадио италијанску посаду, почео је у току ноћи 4. септембра 1941. године, када се под окриљем ноћи део устаника сакрио у неколико кућа на источним рубовима града. Ујутру 5. септембра у 8 часова, из ових кућа одјекнула су три пуцња, чиме је отпочела битка за Нову Варош, која се према опису историчара Милутина Живковића одвијала овако:
Положаје на северним прилазима граду који су држала два италијанска вода напала је група од 300 људи. Мајор Нани је одмах на тај део фронта пребацио још два вода из чете која је чувала јужни део града, што је ослабило напад устаника на том сектору. Предвођени Ђекићем и Јаворцем устаници су око 9 часова поново ступили у борбу. Међутим јаком минобацач ком ватром, калибра 45 и 81 mm, као и већим бројем ручних бомби, Италијани су успели да одбране своје положаје.
Око 10 часова, настављен је притисак устаника на окупаторску посаду у Новој Вароши. Пробој који је покушан са западне стране града  изненадио је Италијане употребом думдум муниције. Иако су успели да остваре продор, они су ипак и на овом правцу ускоро били заустављени.

Следило је ново размештање, које је трајало око 60 минута. 
Због недостатка снага Италијани су се окренули муслиманском живљу. Њих је у посебну јединицу организовао и повео у борбу капелан батаљона „Болцано“ Асканио де Лука. После првих окршаја са устаницима међутим, муслимани су се расули и побегли са положаја.

Око 11 часова и 30 минута уследио је четврти покушај продора устаника у Нову Варош, који су овога пута напали истовремено са источне, северне и јужне стране града. 
Упркос „великим губицима“ које су трпели од италијанских минобацача калибра 81 мм, чија је паљба пољуљала њихов морал, један одред је успео да се пробије кроз италијанску одбрану и уђе у центар Нове Вароши.

Италијански контранапад је убрзо избацио устанике из града...
Па су сукоби још једном обустављени на сат времена, што су италијанске трупе искористиле да учврсте фортификације, што је у наредном атаку устаника са више страна, који је почео сат времена после 12 часова 5. септембра, дао резултате —  напад устаника је пропао.
Након овог напада шансе изморених антифашистичких снага да ослободе Нову Варош значајно су опале, па се део устаника због безизлазности ситуације повукао.

Последњи напад на италијански гарнизон изведен је око 14 часова, када је на фронту преостало само 200 бораца, углавном четника из Ђекићеве и Ћосовићеве пратње.
Након што су устаниици минобацачком ватром релативно лако одбијени, 5. септембра у 15 часова командант батаљона мајор Нани могао је да констатује да је ситуација мирна и Нова Варош одбрањена...и да храбрости и жеље за победом устаницима није помогла  битка се завршила њиховим тешким поразом.

## Губици
Устаника
Свуда су се могли
Према подацима које је потпуковник Јаковљевић добио од доушника из Нове Вароши међу устаницима је било 120 мртвих и 200 рањених. Италијани нису потврдили, али ни одбацили ове податке.
Стога се може закључити да губици устаника нису били мањи од неколико десетина бораца, мада историчар Војислав Суботић тврди да је погинуло само седам устаника.
Италијанског батаљона
Губици Италијана су били знатно мањи, погинуло им је пет, а рањено 14 војника. Имена погинулих војника данас се налазе на споменику палим италијанским војницима у задњем делу порте православне цркве у Новој Вароши.